# Lyme Bay
Lyme Bay es una bahía en el canal de la Mancha, ubicada en el suroeste de Inglaterra, entre la localidad de Torbay en el oeste y la isla de Pórtland en el este. Los condados de Devon y Dorset tienen costas sobre la misma.
El área que rodea Lyme Bay forma parte de la Costa Jurásica, declarada Patrimonio de la Humanidad y famosa por su geología que data de ese período. La Costa Jurásica se extiende desde las cercanías de Swanage, en la Isla de Purbeck, hasta las inmediaciones de Exmouth, en East Devon. Muchos de los primeros descubrimientos de restos de dinosaurios y de otros reptiles prehistóricos se realizaron en zonas aledañas a la bahía, tales como Lyme Regis y Charmouth. Entre esos descubrimientos, se destacan los de la paleontóloga autodidacta y coleccionista de fósiles Mary Anning en la década de 1820.
Su clima es templado si se le compara con el promedio de Inglaterra, y muchísimo más cálido que el de otros lugares ubicados a una latitud similar. La razón por la que las temperaturas son más cálidas de lo que se esperaría, reside en la acción de la corriente del Golfo. Debido a la temperatura de las aguas, entre otras cosas, Lyme Bay se ha convertido en un popular destino turístico.
La bahía fue el lugar en donde se llevó a cabo el Exercise Tiger (Operación Tigre), un ensayo para el desembarco de Normandía en 1944, también conocida como Día D. Para estos ensayos, se utilizó una playa llamada Slapton Sands, cerca de Slapton (Devon). La operación se vio en muy serias complicaciones cuando Schnellboots alemanes aparecieron en escena y asesinaron a 749 hombres del ejército y la marina estadounidenses en medio de la bahía.

## Asentamientos

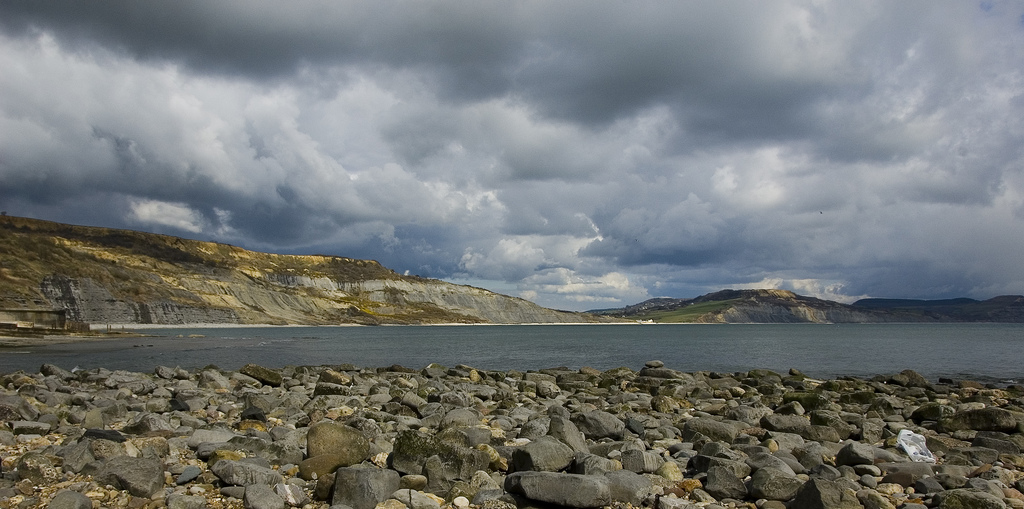
Vista de Lyme Bay desde Lyme Regis.

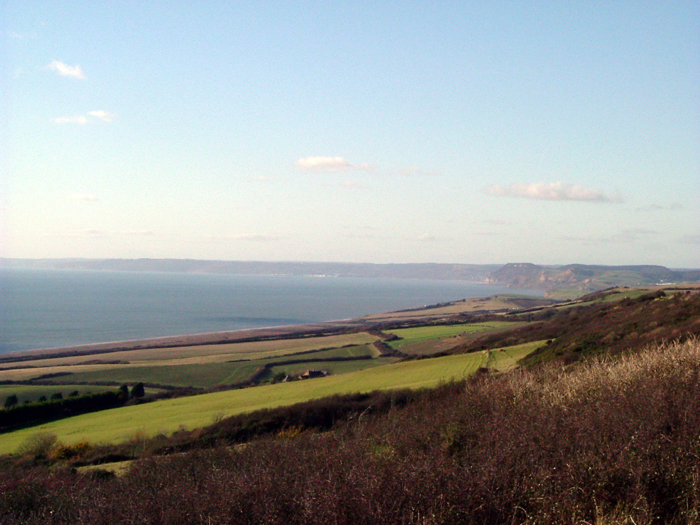
Vista de la bahía desde tierra.

He aquí una lista de diversos asentamientos humanos que se ubican a orillas de Lyme Bay:
- Axmouth
- Beer
- Branscombe
- Charlestown
- Dawlish Warren
- Exmouth
- Fortuneswell (y la Isla de Pórtland)
- Budleigh Salterton
- Lyme Regis
- Otterton
- Seaton
- Sidmouth
- West Bay